# Шидлув (Пйотрковський повіт)
Шидлув (пол. Szydłów) — село в Польщі, у гміні Ґрабиця Пйотрковського повіту Лодзинського воєводства.
Населення — 149 осіб (2011).
У 1975-1998 роках село належало до Пйотрковського воєводства.

## Демографія
Демографічна структура станом на 31 березня 2011 року:
|          | Загалом | Допрацездатний вік | Працездатний вік | Постпрацездатний вік |
| -------- | ------- | ------------------ | ---------------- | -------------------- |
| Чоловіки | 74      | 14                 | 53               | 7                    |
| Жінки    | 75      | 11                 | 42               | 22                   |
| Разом    | 149     | 25                 | 95               | 29                   |